# Protetor de cárter
O Protetor de cárter é uma peça (geralmente feita de aço ou fibra) localizada abaixo do cárter do automóvel, cujo objetivo é proteger não apenas o cárter, mas a região inferior do motor de maneira geral, de impactos e danos. Caso a peça não esteja instalada, o cárter se torna mais vulnerável a amassar ou furar. Isso pode provocar o vazamento do óleo do motor, que em níveis muito baixos pode trazer consequências graves para o veículo, incluindo a perda total do motor.
Existem controvérsias sobre a recomendação do uso dessa peça. Diversas montadoras consideram o item como um opcional, negociável durante a compra do automóvel.